# Glória Pires
Glória Maria Cláudia Pires de Moraes, conocida simplemente como Glória Pires (Río de Janeiro, 23 de agosto de 1963), es una actriz brasileña. Es conocida por sus papeles en las telenovelas de Rede Globo tales como  Dancin' Days, Cabocla, Vale todo, Mujeres de arena, El rey del ganado, Suave Veneno e Insensato corazón. También lo es por su protagonismo en películas como la nominada al Premio de la Academia O Quatrilho, el éxito de taquilla Se Eu Fosse Você y su segunda parte, y la reciente Lula, o filho do Brasil, que es la película brasileña más cara de todos los tiempos.

## Biografía
Glória Pires nació el 23 de agosto de 1963 en Río de Janeiro. Hija de la productora Elza Pires y el actor Antonio Carlos Pires, tiene una hermana llamada Linda Pires, terapeuta.

### Carrera

#### Años setenta
Gloria hizo su debut como actriz a los 5 años en la telenovela A Pequena Órfã, transmitida por la extinta TV Excelsior. Inicialmente solo participaba en la secuencia de apertura de la serie, pero el director Dionisio Azevedo más tarde le dio un personaje menor. En su primer día de rodaje, sin embargo, experimentó una hemorragia nasal y fue retirada de la telenovela. Más tarde, cuando la actriz principal Patrícia Aires abandonó debido a razones contractuales, Gloria tuvo una segunda oportunidad por el doblaje de voz de Ayres.
En 1971 Gloria hizo una prueba de pantalla para el papel de Zizi en la telenovela de la Globo O Primeiro Amor, pero fue rechazada. En 1972 hizo su debut en Caso Especial en el episodio "Sombra de Suspeita". Ese mismo año hizo su debut en la telenovela protagonizada por un papel menor en Selva de Pedra de Janete Clair. Se convirtió en la telenovela solo en la historia de Brasil para alcanzar el 100 por ciento de la cuota. In 1973 Glória landed a tiny role in Clair's O Semideus. She also acted alongside her father and Chico Anysio on the comedy program Chico City, difusión en la Red Globo. Se actuará en varios programas de comedia de otros. En 1976, Glória protagonizó  Duas Vidas de Clair, donde aprendió mucho del actor principal, Luiz Gustavo, que interpretó a su padre en la telenovela. En 1977, desilusionada con los papeles ofrecidos, decidió tomar un descanso de la actuación.
En 1978 Gloria supo por su padre que el director Daniel Filho estaba buscando una actriz para interpretar a la hija adolescente de Sônia Braga en su telenovela Dancin' Days. Después de mucha deliberación, se decidió a tomar la prueba de pantalla para el papel. La telenovela fue un gran éxito y Glória ganó el Premio Revelación de la Asociación Paulista de Críticos de Arte. Durante la emisión original de la telenovela, se enfrentó a la censura del Tribunal de Menores, que le prohibía dar entrevistas sobre la base de sus opiniones controvertidas sobre el sistema escolar. En junio de 1979 Glória consiguió el papel principal en Cabocla junto a su marido, Fábio Júnior. Estuvo incapacitada para rodar las escenas finales de la telenovela, debido a una crisis de estrés severo que la mantuvo hospitalizada durante dos semanas.

#### 1980s
En 1980, después de salir del hospital, Glória decidió cambiar su aspecto, el corte y aclarar el pelo. Sus telenovelas siguiente fueron Água Viva y As Três Marias, una adaptación de la novela de Clarice Lispector del mismo nombre. Hizo un acuerdo con Globo para que pudiera actuar en su primer largometraje tras el final de esta telenovela. In 1981, Glória fue protagonista en la película de Fábio Barreto Índia, a filha do Sol como Putkoy, una brasileña nativa que se enamora de un soldado blanco interpretado por Nuno Leal Maia. This was also Barreto's first feature film.
En 1982 Gloria se tomó un descanso de la actuación debido a su primer embarazo. En 1983 regresó a las telenovelas con Louco Amor, como la recién graduada periodista Claudia. Durante esta telenovela, Nelson Pereira dos Santos la invitó a interpretar a Heloísa, la esposa de Graciliano Ramos, en su película Memórias do Cárcere. Esta fue su segunda colaboración con Fábio Barreto, que interpretó a Siqueira Campos. Glória asistió al estreno de la película junto a la Heloísa de la vida real. In 1984, actuó en la telenovela Partido Alto. The following year would mark Globo's 20th anniversary, and the mini-series O Tempo e o Vento, an adaptation of Érico Veríssimo's novel, se produciría para celebrarlo. Después se enteró de las intenciones de Paulo José, el director de la miniserie, para emitir su lugar como el principal Ana Terra, Glória convenció al director jefe de la Globo, Daniel Filho que podía reconciliar a las tomas de la telenovela y la miniserie.
Luego de  O Tempo e o Vento, Glória protagonizó su segundo largometraje Bésame Mucho, dirigida por Francisco Ramalho Júnior junto con Antônio Fagundes y José Wilker, se  mudó a São Paulo dos meses con su hija  Cléo para rodar la película. En 1987 estelarizó la novela Direito de Amar y la cinta Jorge, Um Brasileiro. En 1988, pospuso la luna de miel con su segundo esposo Orlando Moraes para encarnar el personaje de Maria de Fátima, antagonista e hija de Regina Duarte, en la telenovela Vale Tudo.

#### Décadas de 1990 y 2000
En 1990 Glória protagonizó Mico Preto, seguida por O Dono do Mundo. En 1993, luego del nacimiento de su segunda hija, Glória protagonizó la remake de Mulheres de Areia interpretando a dos hermanas mellizas, recibió el Premio de la Prensa a la mejor actriz por sus roles en aquella telenovela. En 1994 estelarizó la miniserie Memorial de Maria Moura, adaptada de la novela del mismo nombre de Raquel de Queiroz. Glória ganó otro  premio de la APCA y la serie se exhibió in varios países con el nombre en inglés Merciless Land. En 1995 protagonizó O Quatrilho, su tercera actuación bajo la dirección de Fábio Barreto. Glória recibió varios premios a mejor actriz por el filme que fue nominado al Óscar a la mejor película extranjera.
En 1996, Glória protagonizó O Rei do Gado con Patrícia Pillar, su coestrella en O Quatrilho. En 1997, protagonizó como el papel principal en Anjo Mau. Fue una de las telenovelas más alto índice de audiencia en el horario de las 6 horas. Al año siguiente, Gloria se trasladó a Los Ángeles con su familia para buscar intimidad. Después de vivir un año en California, Glória protagonizó Suave Veneno.
En 2000, Gloria dio a luz a su tercera hija. Al año siguiente protagonizó la adaptación cinematográfica de A Partilha,una obra de Miguel Falabella. Al igual que la obra, la película también fue un éxito crítico y comercial. En 2002, Glória protagonizó Desejos de Mulher, una de las telenovelas de índice de audiencia más bajo en la historia de la Globo. Al año siguiente, se mudó con su familia a Goiás, el estado natal de su marido, viviendo entre una estancia y un apartamento. En 2004, ella dio a luz a Bento, su cuarto hijo y primer hijo varón.
En 2005, el padre de Gloria murió como consecuencia de la enfermedad de Parkinson. Ese mismo año filmó Se Eu Fosse Você de Daniel Filho junto a Tony Ramos. Fue uno de los mayores éxitos de taquilla del cine brasileño desde Retomada,  vendiendo más de 4 millones de entradas. Después del fracaso de Desejos de Mulher, tuvo éxito en 2005 con Belíssima, junto a Fernanda Montenegro.
En 2006 protagoniza Primo Basilio, de Daniel Filho, una adaptación de una novela de Eça de Queirós. Al año siguiente, protagonizó junto a Tony Ramos en Paraíso Tropical. A principios de 2008, una vez más la búsqueda de la privacidad, se trasladó a París con su familia. En 2009, ella lanzó Se Eu Fosse Você 2, que se convirtió en la más taquillera del cine brasileño de la década, y actuó en Lula, o filho do Brasil, un biopic sobre el presidente Luiz Inácio Lula da Silva, marcado su cuarta colaboración con Fábio Barreto y el primero con su hija Claudia. También protagonizó É Proibido Fumar
Glória recientemente anunció que lanzará su biografía antes de regresar a París, 8 de marzo de 2010. El libro 40 Anos de Glória, escrito por Eduardo Nassife y Fábio Fabrício Fabretti, marcará los 40 años de su carrera.

#### 2010 a la actualidad
En el año 2011, Gloria protagonizó la telenovela Insensato corazón, donde interpretó a Norma Pimentel Amaral, uno de sus personajes más recordados. En 2015, protagonizó junto a Adriana Esteves y Camila Pitanga, Babilônia. En esta telenovela se enfrentaron dos villanas: Beatriz (Gloria) e Inés (Adriana). Posteriormente, en 2017, la actriz formó parte del elenco de El otro lado del paraíso. En 2019, Gloria dio vida a Doña Lola, en la remake de Éramos seis. En 2023, interpretó a Irene en Terra e Paixão.

## Vida personal
De 1979 a 1983 estuvo casada con el actor y cantante Fábio Júnior, el padre de su hija mayor, Cléo Pires (n. 2 de octubre de 1982), también es actriz. Está casada con el cantante Orlando Moraes desde abril de 1988, con quien tuvo a Antônia (n. 7 de agosto de 1992), Ana (n. 10 de julio de 2000) y Bento (n. 4 de octubre de 2004).

## Premios
Durante los 40 años de carrera profesional, Glória Pires, ha ganado numerosos premios. En 1979 ganó el Premio de la Asociación de Críticos de Arte de São Paulo (en portugués: Associação Paulista dos Críticos de Arte - APCA) a la actriz revelación de televisión por la telenovela Dancin' Days. En 1989, 1992 y 1994, ganó los premios APCA a la mejor actriz de televisión por las telenovelas Vale Tudo, O Dono do Mundo y Mulheres de Areia, respectivamente. En 1995 Glória ganó el premio a la mejor actriz en el Festival de Cine de La Habana por el filme O Quatrilho. En 1996 también recibió el premio de la APCA a la mejor actriz de película  por O Quatrilho, una hazaña que repetiría en 2010 con É Proibido Fumar. En 2009 ganó el premio Candango a la mejor actriz en el Festival de Cine de Brasilia por el film antes nombrado.

## Filmografía
- 2013 - Flores raras Luna en Brasil, Tocando la luna, Reaching for the Moon como Lota de Macedo Soares
- 2009 - Lula, o filho do Brasil como Dona Lindu
- 2008 - É Proibido Fumar como Baby
- 2008 - Se Eu Fosse Você 2 como Helena/Cláudio
- 2007 - Cousin Basilio como Juliana
- 2006 - Se Eu Fosse Você como Helena/Cláudio
- 2001 - A Partilha como Selma
- 1997 - Pequeno Dicionário Amoroso como fortune teller
- 1996 - O Guarani como Isabel
- 1995 - O Quatrilho como Pierina
- 1988 - Jorge, um Brasileiro como Sandra
- 1987 - Bésame Mucho como Olga
- 1984 - Memórias do Cárcere como Dona Heloísa
- 1982 - Índia, a Filha do Sol como Indian

## Televisión
- 2023: Tierra de deseos Como Irene Pinheiro La Selva

- 2019: Éramos Seis Como Eleonora Amaral de Lemos (Lola)
- 2017: Al otro lado del paraíso como Elizabeth
- 2015: Mujeres ambiciosas como Beatriz Amaral Rangel
- 2014: A Grande Familia como Nené
- 2012: ¿Pelea o amor? como Roberta
- 2011: Insensato corazón como Norma Pimentel
- 2007: Paraíso Tropical como Lúcia
- 2005: Belissima como Júlia Assumpção
- 2002: Desejos de Mulher como Julia Miranda Moreno
- 1999: Suave veneno como Inês/Lavínia
- 1997: Angel Malvado como Nice Noronha
- 1996: El rey del ganado como Rafaela Berdinazzi/Marieta
- 1994: Memorial de Maria Moura como Maria Moura
- 1993: Mujeres de Arena como Ruth/Raquel Araújo
- 1991: O dono do mundo como Estela Maciel
- 1990: Mico preto como Sarita
- 1988: Vale tudo como Maria de Fátima Accioli Roitman
- 1987: Direito de amar como Rosália Medeiros
- 1985: O tempo e o vento como Ana Terra
- 1984: Partido alto como Celina
- 1983: Louco amor como Cláudia
- 1980: As três Marias como Maria José
- 1980: Água viva como Sandra
- 1979: Cabocla como Zuca
- 1978: Dancin' days como Marisa
- 1976: Duas vidas como Letícia
- 1973: O semideus como Ione
- 1972: Selva de Pedra como Fatinha (Fátima)
- 1968: A Pequena Órfã como Glórinha